# Restmandat
Unter einem Restmandat oder Reststimmenmandat versteht man ein  Mandat, dessen Zuteilung in einem Reststimmenverfahren nach der Zuteilung von Grundmandaten in einem zweiten Ermittlungsverfahren erfolgt.
Zahlreiche Wahlverfahren teilen Mandate in mehreren Schritten zu. Üblich ist etwa auf der ersten Ebene die Zuteilung von Mandaten nach Wahlkreisen. Dabei werden in der Regel einerseits nicht alle Mandate vergeben, andererseits gehen auch erzielte Stimmen verloren. Um starke Ungleichgewichte auszugleichen, werden nicht vergebene Mandate und Reststimmen (zuvor nicht berücksichtigte Stimmen) mehrerer Wahlkreise in Wahlkreisverbänden addiert und dort als Restmandate vergeben.
Der Zweck eines Wahlverfahrens mit Restmandaten ist es, die Parteien wesentlich nach ihrem Stimmengewicht mit Mandaten zu versehen und eine allzu starke Bevorzugung großer Gruppen zu verhindern. Um die Kumulation relativ weniger Stimmen über sehr viele Wahlkreise und damit die Zuteilung von Mandaten auch an sehr kleine Fraktionen zu verhindern, werden in zahlreichen Ländern Listen, die unter einem bestimmten Stimmenanteil geblieben sind, vom Reststimmenverfahren ausgeschlossen (5-%-Klausel etc.).

## Ein Beispiel
Bei der österreichischen Nationalratswahl 2002 erzielte die ÖVP im Tiroler Wahlkreis Innsbruck-Land 58.854 Stimmen, die SPÖ erzielte 33.850 Stimmen, die Grünen 15.730 Stimmen und die FPÖ 13.264 Stimmen, andere Parteien insgesamt 2.953 Stimmen. Im Wahlkreis waren 5 Mandate zu vergeben, die notwendige Stimmenzahl für ein Grundmandat betrug für ganz Tirol 26.121.
Im Wahlkreis konnten damit nur 3 Grundmandate vergeben werden (ÖVP: 2, SPÖ: 1). Damit wurden 2 Mandate nicht vergeben. Diese 2 Mandate wurden dem Wahlkreisverband Tirol zugeschlagen, ebenso die Stimmen der Grünen (15.730) und der FPÖ (13.264) sowie die überhängenden Stimmen von ÖVP (6.612) und SPÖ (7.729). Zusammen mit weiteren Reststimmen und nicht vergebenen Mandaten der anderen 4 Tiroler Wahlkreise wurden diese Stimmen addiert und im zweiten Wahlverfahren als Restmandate vergeben. Insgesamt wurden von den 12 dem Bundesland Tirol zustehenden Mandaten lediglich 5 als Grundmandate und 7 als Restmandate vergeben.